# Wald-Scheinmohn
Der Wald-Scheinmohn (Papaver cambricum L., Syn.: Meconopsis cambrica (L.) Vig.), auch Kambrischer Scheinmohn und Pyrenäen-Scheinmohn genannt, ist eine Pflanzenart aus der Gattung Mohn (Papaver) innerhalb der Familie der Mohngewächse (Papaveraceae).

## Beschreibung und Ökologie

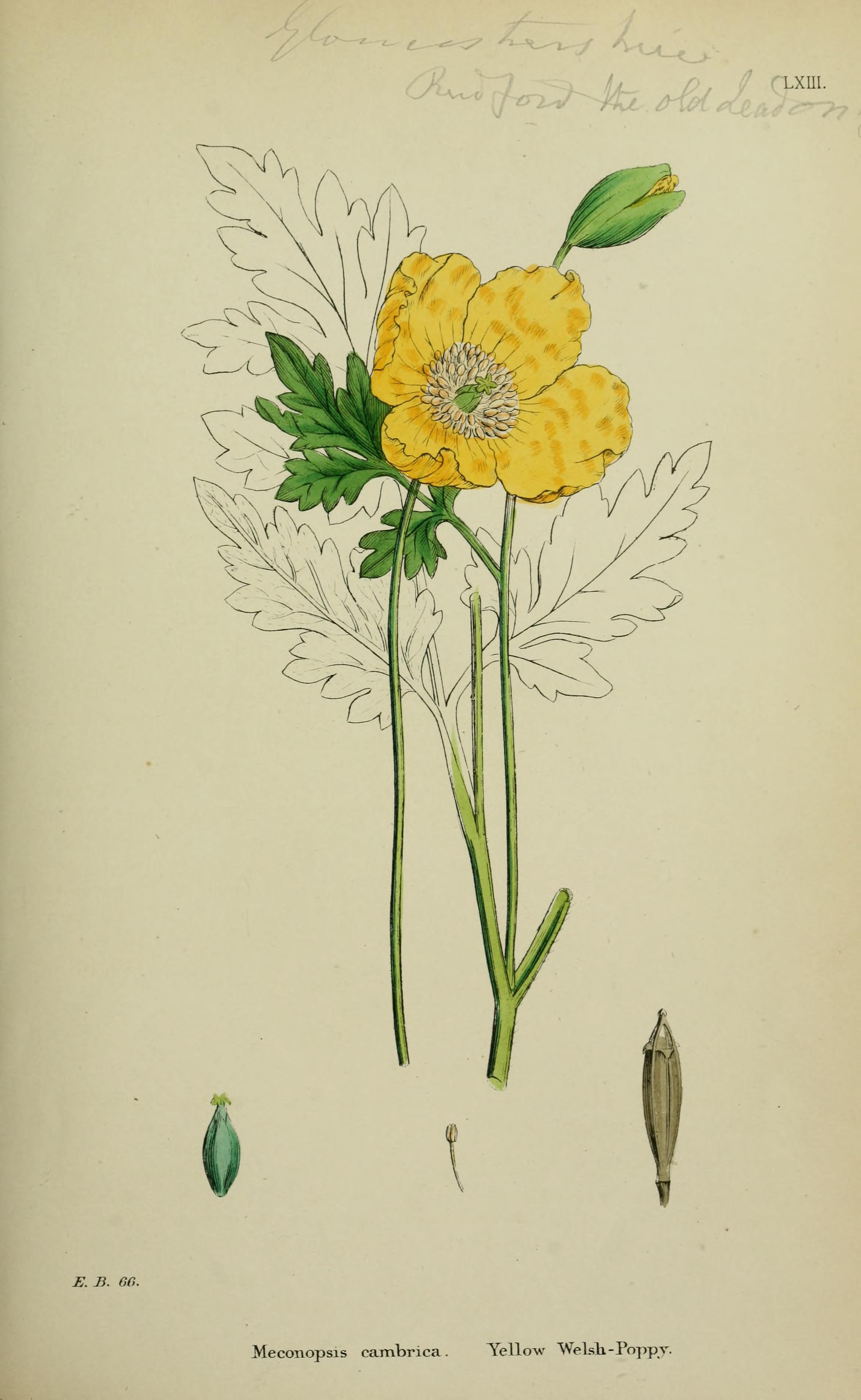
Illustration aus English botany, or, Coloured figures of British plants, Band 1, Tafel 63

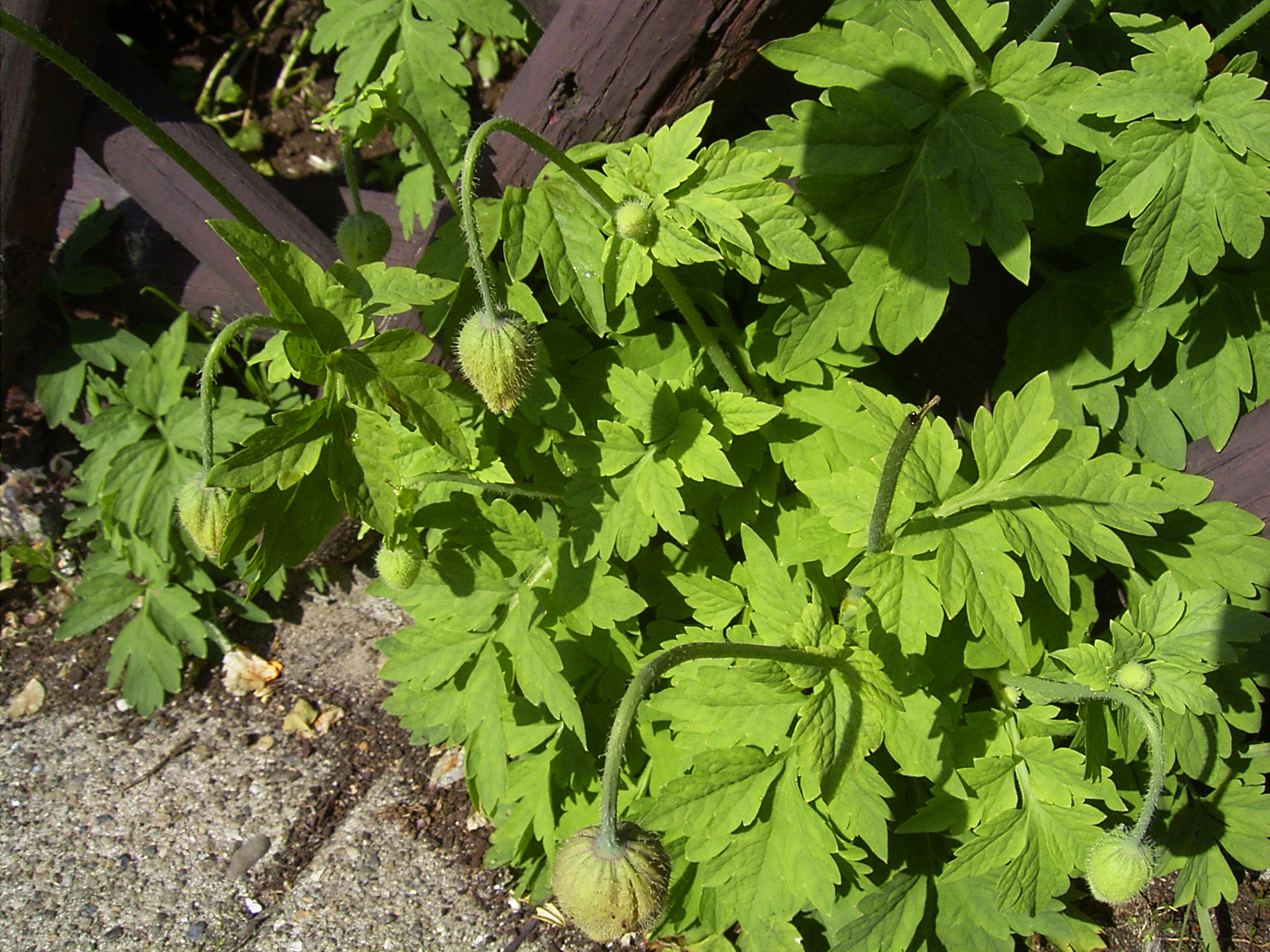
Habitus, Laubblätter und Blütenknospen

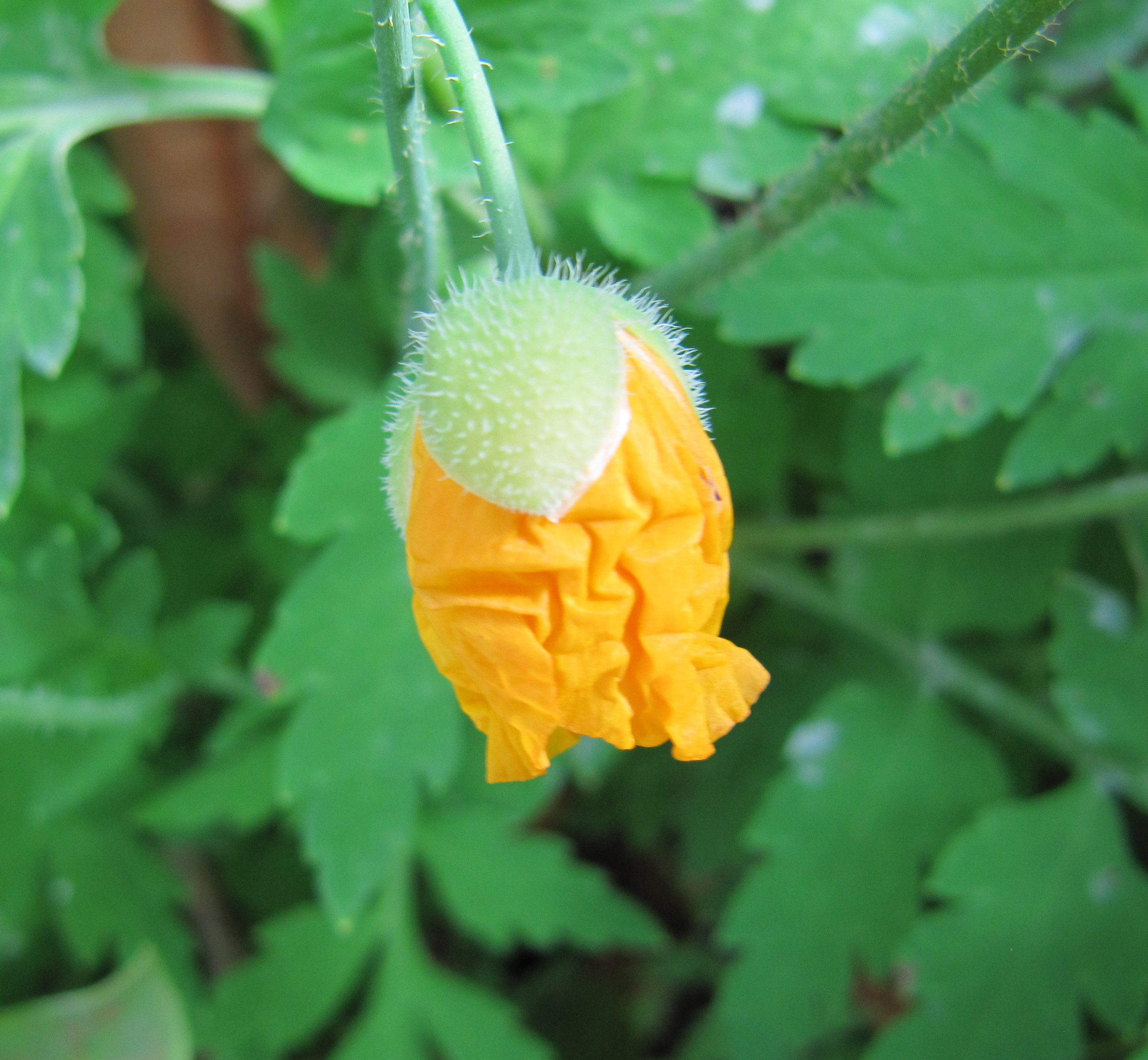
Beim Öffnen der Blütenknospen sind die schützenden Kelchblätter noch vorhanden

### Vegetative Merkmale
Der Wald-Scheinmohn ist eine sommergrüne, ausdauernde, krautige Pflanze, die Wuchshöhen von durchschnittlich 30 bis 50 Zentimetern, an günstigen Standorten auch bis zu 75 Zentimetern erreicht. Als Speicherorgan dient eine kräftige verdickte Primärwurzel, botanisch als Rübe bezeichnet. Die Pflanze führt gelben Milchsaft. Der Wald-Scheinmohn bildet Horste.
Die Grundblätter und ein bis drei Stängelblätter sind in Blattstiel und Blattspreite gegliedert. Der Blattstiel ist bis zu 25 Zentimeter lang. Die Blattspreite ist bei einer Länge bis zu 20 Zentimetern im Umriss lanzettlich und fiederschnittig. Die Blattabschnitte sind verkehrt-eiförmig. Der Blattrand ist grob und stumpf gezähnt.

### Generative Merkmale

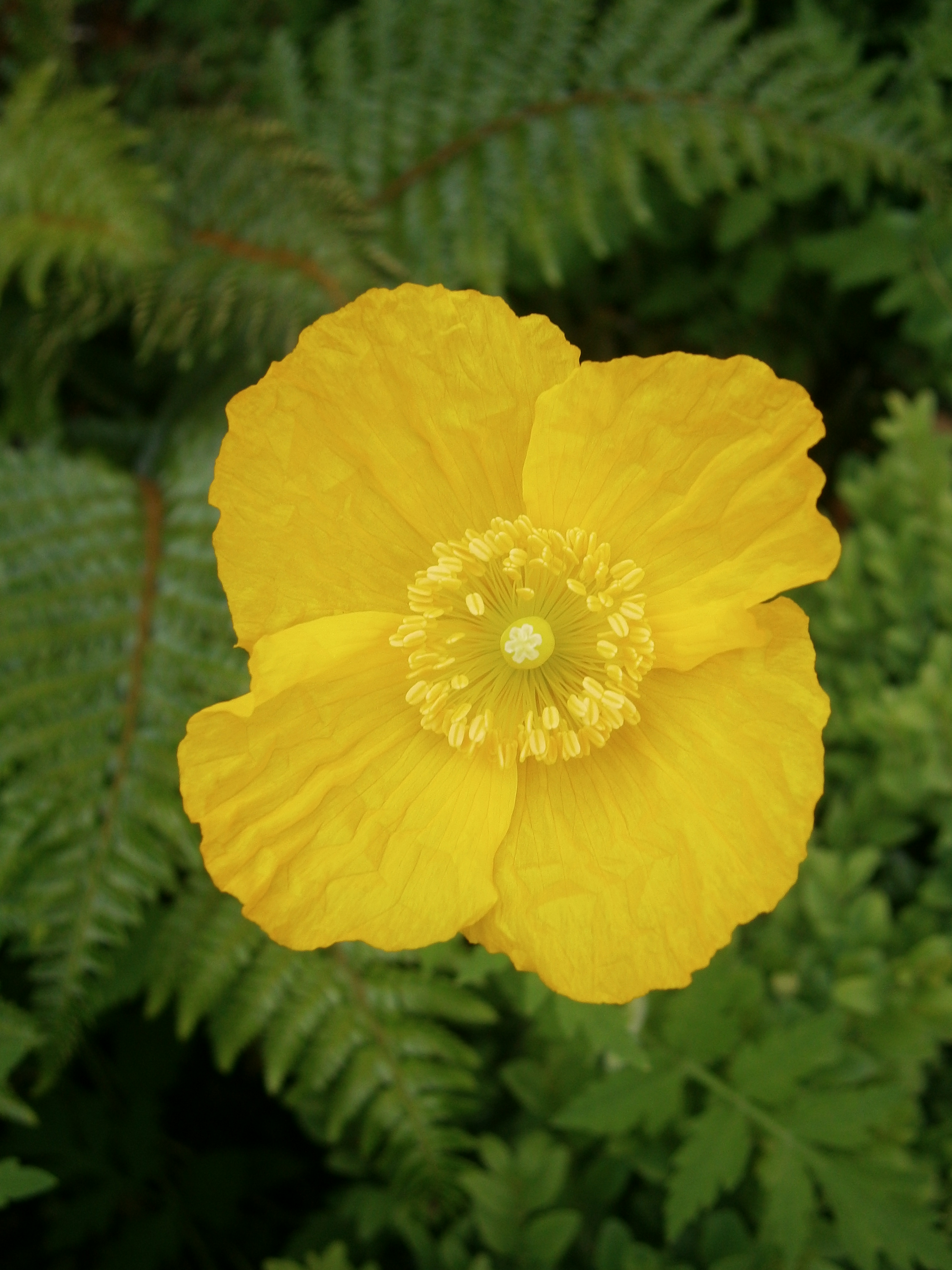
Blüte im Detail mit vier Kronblättern und vielen Staubblättern

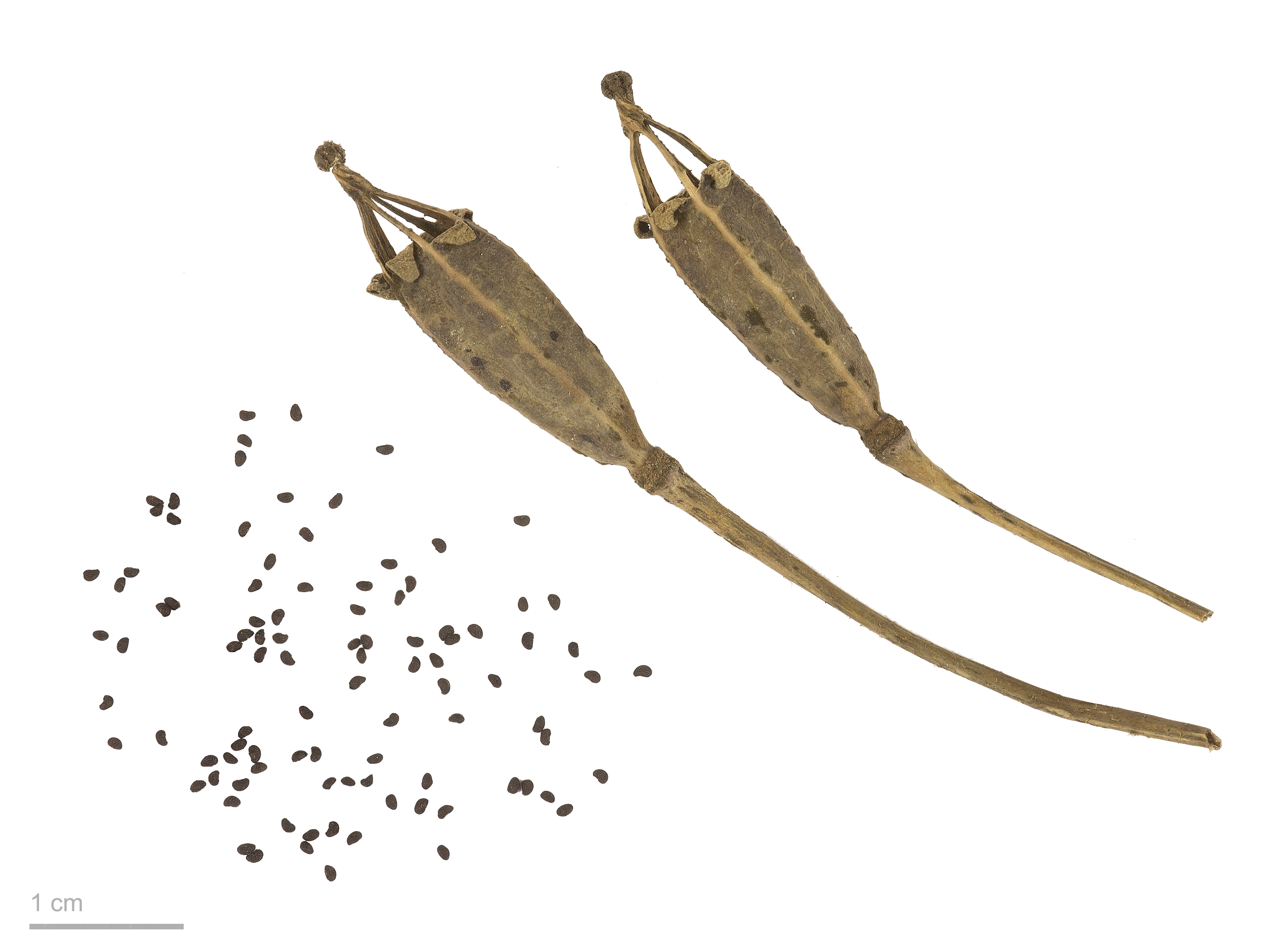
Kapselfrüchte und Samen

Die Blütezeit erstreckt sich gewöhnlich von Juni bis Juli, bisweilen wurden blühende Exemplare bereits im Mai gesichtet, einige auch noch in den Monaten August bis Oktober. Die Blüten entspringen einzeln den Blattachseln. Der Blütenstiel ist bis zu 35 Zentimeter lang.
Die zwittrige Blüte ist bei einem Durchmesser von 4 bis 8 Zentimetern radiärsymmetrisch mit doppelter Blütenhülle. Die zwei kurz behaarten, grünen Kelchblätter fallen nach dem Öffnen der Blütenknospe rasch ab. Die vier Kronblätter besitzen eine ausgeprägt gelbe oder orangefarbene Farbgebung. Der oval eiförmige und kahle Fruchtknoten geht in einen deutlich kurzen Griffel über. Die vier bis sechs Narben laufen an der Spitze des Griffels herab; auffallend ist ihre deutliche Wölbung nach außen. Anders als bei den meisten Papaver-Arten wird keine flache Narbenplatte mit strahlenförmig angeordneten Narben ausgebildet.
Die Form der kantigen Kapselfrüchte entspricht einer elliptischen Keule. Die Kapselfrucht ist nicht gekammert, besitzt also nur ein Fruchtfach. Bei Reife bilden sich analog der Anzahl der Fruchtblätter am oberen Ende der Kapselfrucht vier bis sechs Öffnungen. Die Samenkörner sind schwarz.
Die Chromosomenzahl beträgt 2n = 22.

## Ökologie
Durch die vier bis sechs Öffnungen am oberen Ende der Kapselfrucht werden die Samen bei Wind ausgestreut.

## Verbreitung und Standorte
Der Wald-Scheinmohn kommt ursprünglich in Spanien, Frankreich, Irland und in Großbritannien vor. In Deutschland tritt der Wald-Scheinmohn als „verwilderte Zierpflanze“ auf. Ob seine Vorkommen in einigen Gebieten als eingebürgert zu werten sind und wenn ja seit wann – in der Diskussion steht das Jahr 1930 – ist noch nicht abschließend geklärt. Dies betrifft seltene Vorkommen im nordwestlichen Bayern, in Baden-Württemberg, im südlichen Nordrhein-Westfalen, im östlichen Hessen und im südöstlichen Niedersachsen. Unbeständig, das heißt relativ schnell wieder verschwindend, jedoch regelmäßig neu eingeschleppt, gilt der Wald-Scheinmohn mit seltenen Beständen im südlichen Bayern, südlichen Thüringen, östlichen Sachsen und Schleswig-Holstein, hier auch auf Helgoland. In Nordrhein-Westfalen gilt er bereits als eingebürgert. In Österreich wurde er im Bundesland Niederösterreich gesichtet, im Stodertal in Oberösterreich, im Stadtgebiet Oberndorf in Salzburg und in Wagrain im Salzburger Land (Pongau). In der Schweiz kommt er im Jura und Mittelland vor.
Die ökologischen Zeigerwerte nach Landolt et al. 2010 sind in der Schweiz: Feuchtezahl F = 3 (mäßig feucht), Lichtzahl L = 3 (halbschattig), Reaktionszahl R = 4 (neutral bis basisch), Temperaturzahl T = 4+ (warm-kollin), Nährstoffzahl N = 3 (mäßig nährstoffarm bis mäßig nährstoffreich), Kontinentalitätszahl K = 2 (subozeanisch).
Das Habitat des Wald-Scheinmohns sind feuchte, schattige Plätze und der Wald. Er wächst meist auf steinigen Böden im Gebirge. Dabei ist er besonders daran angepasst, Lücken und Spalten zwischen Felsen und Steinen zu besiedeln. In seinem westlichen Verbreitungsgebiet ist er zunehmend in offenerem Gelände mit geringerem Bewuchs anzutreffen. Dadurch ist es dem Wald-Scheinmohn möglich, die städtische Umwelt zu besiedeln, indem sie zwischen gepflasterten Steinplatten und am Fuß von Mauern wächst. Er steigt in den Pyrenäen bis zu einer Höhenlage von 2000 Metern auf.
Der Wald-Scheinmohn ist Begleitart des pflanzensoziologischen Verbandes Nitrophytische Waldsaum-Gesellschaften (Alliarion Oberd.), der zur Ordnung der Nitrophytischen Saumgesellschaften (Convolvuletalia sepium R. Tx.) innerhalb der Klasse der Ausdauernden Ruderalgesellschaften (Artemisietea vulgaris Lohm.) gehört.

## Systematik
Die Erstveröffentlichung als Papaver cambricum erfolgte 1753 durch Carl von Linné in seinem Werk Species Plantarum, Tomus I, S. 508. Das Artepitheton cambrica ist ein geografischer Hinweis und bedeutet aus Wales (UK). Die walisische Partei Plaid Cymru verwendet eine stilisierte Blüte des Wald-Scheinmohnes als Logo. Louis Guillaume Alexandre Viguier stellte 1814 für diese Art die zunächst monotypische Gattung Meconopsis in Histoire naturelle, médicale et économique des Pavots et des Argémones, S. 48 auf.
Eine 2011 durch Joachim W. Kadereit, Chris D. Preston und Francisco J. Valtuena veröffentlichte phylogenetische Untersuchung deutet darauf hin, dass diese Art wieder in die Gattung Mohn (Papaver) als Papaver cambricum L. eingegliedert werden sollte, da sie als einzige von den anderen Arten der Gattung Meconopsis abweicht. Problem dabei ist, dass dann eine Typusart für Gattung Meconopsis fehlt und eine neue Typusart festgelegt werden muss. Durch P. P. Ferrer-Gallego: Lectotypification of Papaver cambricum L. (Papaveraceae). In: Candollea, Volume 7, 2015, S. 207–210 ist formal Papaver cambricum L. der reaktivierte akzeptierte Name dieser Art.

## Nutzung
Der Wald-Scheinmohn ist seit 1640 in Kultur. Er wird in Gärten und Parks als Zierpflanze für den sonnigen bis halbschattigen Bereich genutzt. Es gibt davon auch Zuchtformen, darunter halbgefüllte und gefüllte Sorten, wie beispielsweise die gefüllte Sorte Meconopsis cambrica ‘Plena’. oder ‘Muriel Brown’, eine gefüllte Sorte mit orangen Blüten. ‘Aurantiaca’ ist eine orangeblühende und ‘Flore-Pleno’ eine halbgefüllte gelbblühende Sorte.

## Belege

## Weiterführende Literatur
- Fritz Köhlein: Mohn und Scheinmohn. Papaver, Meconopsis und andere Papaveraceae. Ulmer Verlag Stuttgart 2003, ISBN 3-8001-3921-9.
- Francisco J. Valtueña, Chris D. Preston, Joachim W. Kadereit: Phylogeography of a Tertiary relict plant, Meconopsis cambrica (Papaveraceae), implies the existence of northern refugia for a temperate herb. In: Molecular Ecology, Volume 21, Issue 6, 2012, S. 1423–1437. (PDF) DOI:10.1111/j.1365-294X.2012.05473.x